# Tony Kushner
Anthony Robert Kushner (* 16. července 1956, New York) je americký spisovatel, dramatik a scenárista židovského původu. Za divadelní hru Angels in America získal roku 1993 Pulitzerovu cenu a cenu Tony. Tuto hru o počátcích epidemie AIDS ve Spojených státech přepracoval do scénáře k minisérii HBO, za nějž pak získal cenu Emmy. Proslavil se též četnými filmovými spolupracemi se Stevenem Spielbergem, napsal scénáře k jeho filmům Mnichov (2005), Lincoln (2012), West Side Story (2021) a Fabelmanovi (2022). Tato spolupráce mu vynesla čtyři nominace na Oscara, jednu za nejlepší film, dvě za nejlepší adaptovaný scénář a jednu za nejlepší původní scénář. Za muzikál Caroline, or Change byl v roce 2023 nominován na cenu Grammy. Kushner je jedním z mála lidí v historii nominovaných na všechny hlavní ceny amerického zábavního průmyslu: Emmy, Grammy, Oscar i Tony. V roce 2013 obdržel od prezidenta Baracka Obamy Národní medaili za umění (National Medal of Arts). Vystudoval středověká studia na Kolumbijské univerzitě v New Yorku, absolvoval v roce 1978.

## Názory a kontroverze
Je znám jako velký podporovatel Demokratické strany. Kdysi řekl, že by mohl napsat paměti o pouhých šesti slovech: "Aspoň jsem nikdy nevolil republikány". Nejvíce kontroverzí ale vyvolávají jeho názory na izraelsko-arabský konflikt, které jsou často označovány za protiizraelské. Proto ho kritizovala řada amerických židovských organizací a odporu se Kushner dočkal i ve vlastní rodině. Dne 2. května 2011 odhlasovala správní rada City University of New York, že má být za své protiizraelské postoje odstraněn ze seznamu lidí navržených k udělení čestného doktorátu. Po kampani levicových aktivistů nakonec univerzita ustoupila a čestný doktorát Kushnerovi raději udělila. Kushner je též homosexuál. Se svým partnerem byli v létě 2008 oddáni na radnici v Provincetownu v Massachusetts. Označuje se za agnostika.